# Floris De Tier
Floris De Tier (Gavere, 20 de gener de 1992) és un ciclista belga, professional des del 2015 i actualment corre a l'equip Lotto NL-Jumbo. Combina la carretera amb el ciclocròs.

## Palmarès
- 2013
  - 1r a la Volta a la província de Namur

### Resultats a la Volta a Espanya
- 2017. 62è de la classificació general
- 2018. 41è de la classificació general
- 2022. No surt (10a etapa)